# 왈테르 사무엘
왈테르 아드리안 루한 사무엘 (스페인어: Walter Adrián Luján Samuel ˈwalter saˈmwel[*], 1978년 3월 23일, 라보르데 ~) 은 아르헨티나의 전 프로 축구 선수이다. 천부적으로 강인한 힘과 수비적인 능력을 지닌 사무엘은 그의 세대 최고의 중앙 수비수들 중 한 명으로 꼽히며, 축구 수비수들 중 최고로 강인한 선수들 중 하나로, 전 국가대표팀 동료이자 인테르나치오날레의 주장이었던 하비에르 사네티는 동행했던 선수들 중 "가장 강인한 선수"였다고 수식했다.
사무엘은 1996년, 국내 무대의 뉴얼스 올드 보이스에서 프로 무대에 데뷔했고, 이듬해에 보카 주니어스로 둥지를 옮겼다. 이후 그는 2000년에 유럽으로 건너가 이탈리아의 로마와 스페인의 레알 마드리드에서 활약했었다. 2005년, 그는 인테르나치오날레에 입단해 이탈리아 무대에 복귀했고, 그 곳에서 9년을 머물며 세리에 A 5연패에 공헌했다. 그는 2009-10 시즌에 소속 구단이 3관왕의 업적을 달성하는 데에도 주제 모리뉴 감독의 지휘 하에 루시우와의 협력 수비에 주역으로 활약했다. 국가대항전에서, 그는 아르헨티나 국가대표팀 일원으로 56경기를 출전해 2번의 FIFA 월드컵과 1999년 코파 아메리카, 그리고 2005년 FIFA 컨페더레이션스컵에서 자국을 대표로 출전해, 후자의 대회에서 준우승의 성적을 거두었다.

## 유년 시절과 사생활
사무엘의 출생명은 왈테르 아드리안 루한이었지만, 청소년기에 성을 새아버지의 "사무엘"로 개명했다. 그는 세실리아를 배우자로 맞이해 슬하에 2남 1녀를 두고 있다.

## 클럽 경력

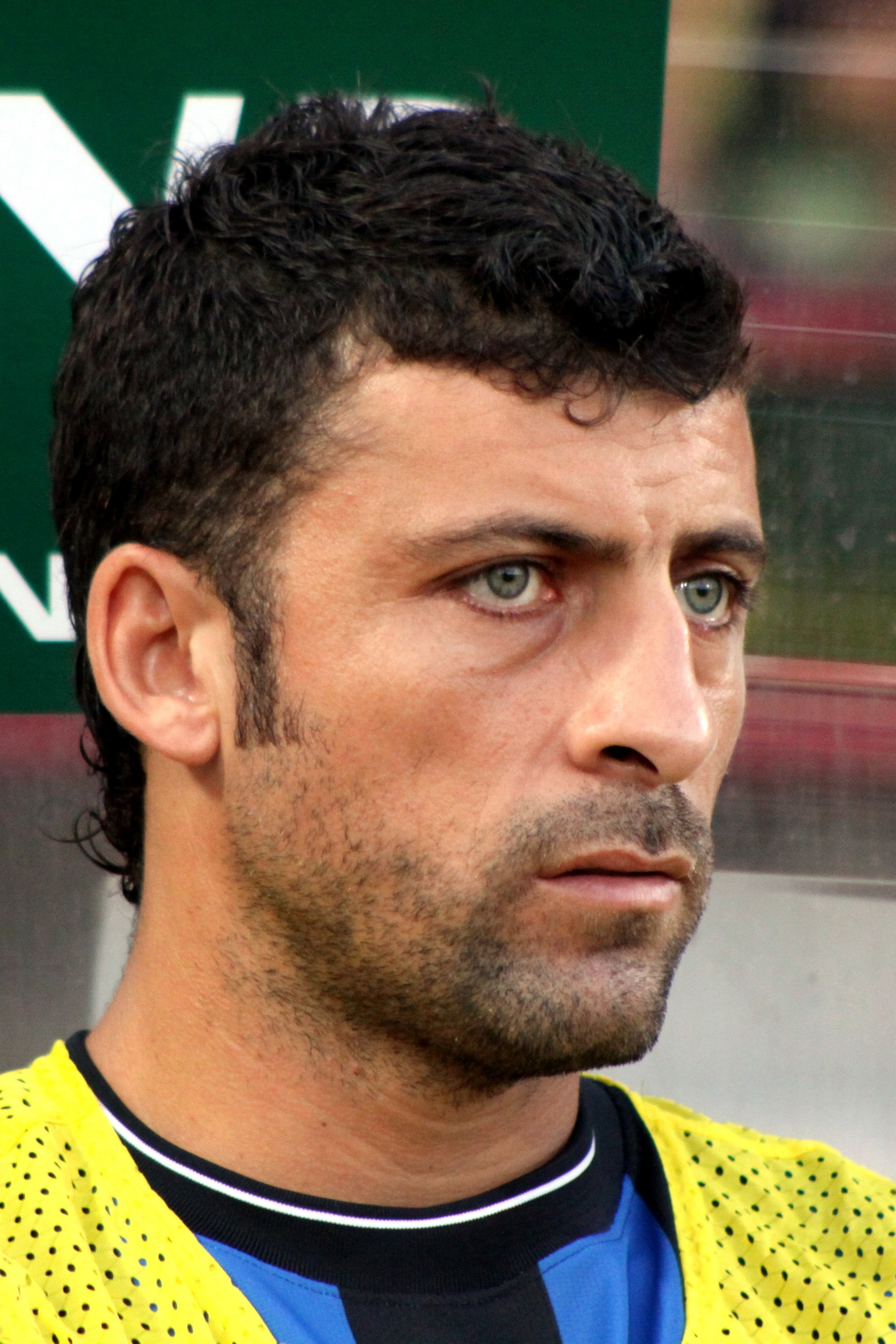
2009년, 인테르나치오날레의 왈테르 사무엘

### 초기 경력
사무엘은 1996년에 뉴얼스 올드 보이스 소속으로 프로 무대에 첫 발을 디뎠고, 이듬해에 보카 주니어스로 소속을 옮겨 2000년까지 모든 대회를 통틀어 103경기에 출전해 5골을 기록했다. 이후, 로마가 그를 ITL 40.265B (€20M에 해당하는 가격) 에 영입했다. 그는 로마의 2000-01 시즌 세리에 A 우승에 공헌하면서 이탈리아 리그의 최상급 수비수로서의 명성가 꼬리표가 따라다니기 시작했다. 그의 활약을 높이 본 스페인의 거함 레알 마드리드가 그의 영입에 관심을 보였다.
2004년, 레알 마드리드는 그를 영입하기 위해 €25M을 지불했다. 그러나, 사무엘은 마드리드에서 인상적인 활약을 이어나가지 못했고, 레알 마드리드가 기대한 수비진의 중심이 되지 못했다. 그는 호나우두와 호베르투 카를루스와 더불어 선수단 내 비 유럽연합 국적 선수 3명을 구성했지만, 2005년에 셋 모두 스페인 국적을 취득했다.

### 인테르나치오날레
2005년 8월, 그는 인테르나치오날레로 €16M에 이적해 세리에 A 무대로 복귀했다.

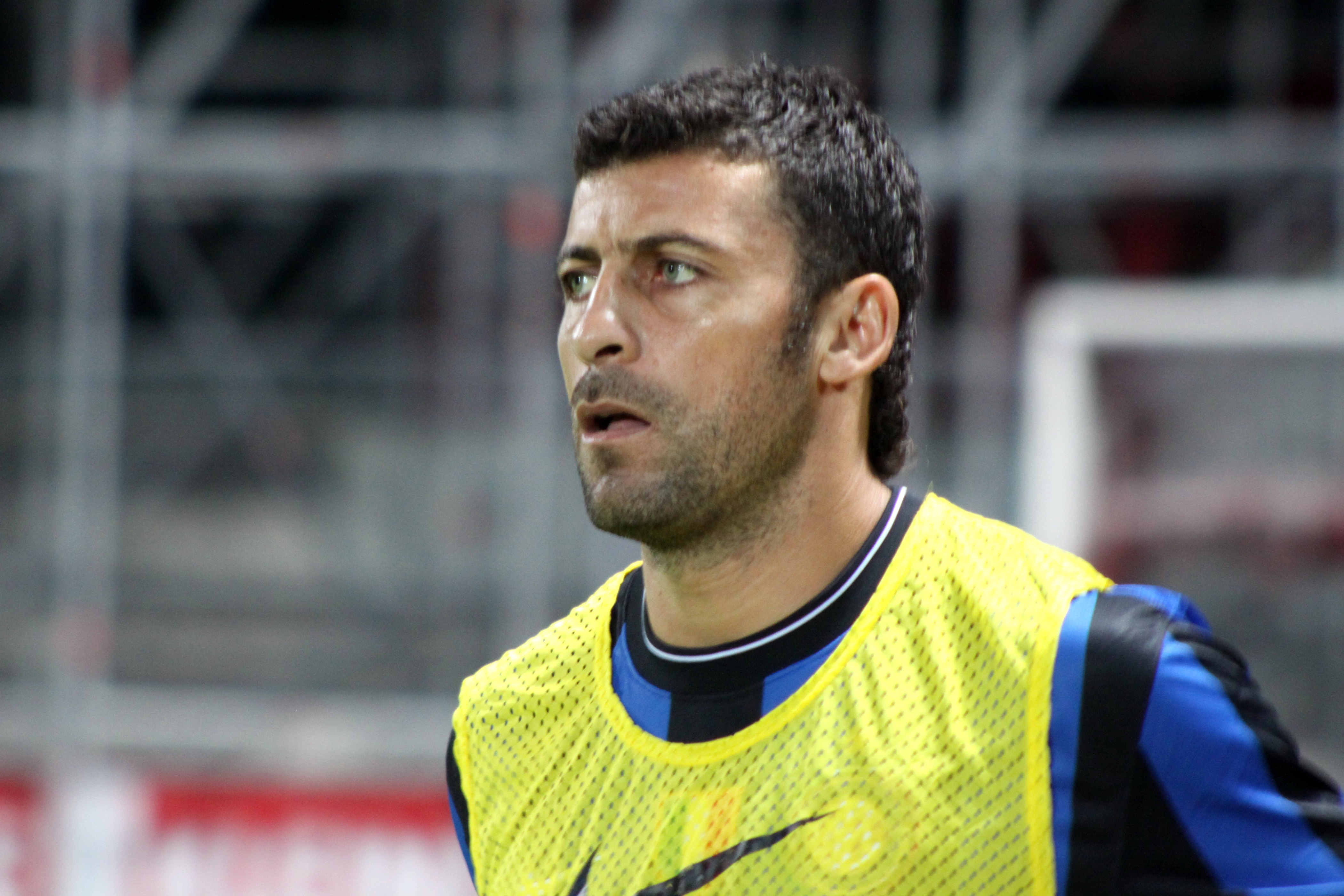
2009년, 인테르나치오날레의 후보 선수로 대기하는 왈테르 사무엘

2007년 12월 23일, 마돈니나 더비에서 브라질 국가대표 카카를 견제하는 과정에서 부상을 당했고, 몇 주 후에 안쪽 측면 인대 재생 수술을 받았다. 그는 2007-08 시즌 말에 복귀할 것으로 예상되었다. 그러나, 그는 2008-09 시즌에 들어 10월이 되어서야 1군 훈련에 다시 참가할 수 있었고, 주제 모리뉴 감독의 지휘 하에 즉시 주전 지위를 회복했다. 모리뉴 감독의 지위 하에 사무엘은 인테르나치오날레의 1군 주축 선수로, 루시우와 같이 수비를 맡았고, 2009-10 시즌에 세리에 A, 코파 이탈리아, 그리고 UEFA 챔피언스리그를 모두 석권해 역사적인 3관왕의 주역이 되었다. 사무엘은 인테르나치오날레가 UEFA 챔피언스리그에 우승하는 과정에 바르셀로나와 바이에른 뮌헨과의 경기에서의 수비에 있어서의 활약으로 찬사를 받았다. 2010년 11월 7일, 사무엘은 브레시아와의 리그 경기에서 무릎 중상을 당했다.

### 바젤
사무엘은 인테르나치오날레에서의 9시즌을 보내고 2014년 7월 23일에 스위스 슈퍼리그의 바젤과 1년 계약을 맺었다. 그는 2014년 8월 31일, 3-1로 이긴 영 보이스와의 안방 경기에서 1군 리그 데뷔전을 치렀다. 바젤은 2014-15 시즌 슈퍼리그를 성공리에 마무리했다. 바젤은 6시즌 연속 리그 우승을 달성했고, 스위스 컵 2014-15 결승전에도 올랐지만, 후자의 대회 결승전에서는 시옹에 0-3으로 패했다. 파울루 소자 감독의 지휘 하에, 사무엘은 총 26번의 경기에 출전했는데, 13번의 리그 경기, 1번의 컵대회 경기, 4번의 UEFA 챔피언스리그 경기, 그리고 8번의 연습 경기에 출전했다. 그는 이 26번의 경기에 걸쳐 2골을 넣었다.
2015년 6월, 사무엘은 바젤과의 계약을 1년 더 연장했다. 한편, 10월, 그는 신체적인 문제를 사유로 2015-16 시즌 종료 후 은퇴할 의사를 드러냈다. 2015년 12월 10일, 그는 INEA 경기장에서 열린 레흐 포즈난과의 2015-16년 UEFA 유로파리그 조별 리그 원정 최종전 경기에서 UEFA 클럽대항전 100경기 출장 기록을 냈고, 소속 구단은 1-0으로 이겼다.
우어스 피셔 감독의 지도 하에 사무엘은 2015-16 시즌 슈퍼리그 끝에 두 번째 스위스 슈퍼리그 우승을 거두었다. 2016년 5월 25일, 그는 0-1로 패한 그라스호퍼와의 안방 경기에서 38세의 나이에 현역 마지막 경기를 치렀다.

## 국가대표팀 경력
사무엘은 1999년과 2010년 사이 아르헨티나 국가대표팀 일원으로 56경기에 출전해 5골을 기록했다. 그는 2002년과 2010년의 FIFA 월드컵, 1999년 코파 아메리카, 그리고 2005년 FIFA 컨페더레이션스컵에 자국을 대표로 출전했고, 후자의 대회에서는 아르헨티나가 준우승을 거두었다.

## 지도자 경력
2018년 부터 친구인 리오넬 스칼로니의 밑에서 아르헨티나 축구 국가대표팀 코치를 담당하고 있다. 그리고 코치 신분으로 2022년 FIFA 월드컵에서 3번째 우승을 달성했다.

## 플레이스타일
그의 세대 최상급 수비수로 꼽히는 사무엘은 몸집이 크고, 빠르며, 강인하고, 공격적인 중앙 수비수로, 공중 경합과 수비에서 모두 두각을 나타내고, 프리킥과 코너킥 상황에서 위협적인 득점원으로도 쓰인다. 그는 훌륭한 위치 선정, 수비적인 역량, 경기를 읽을 수 있는 능력, 강인함, 밀착 견제, 거친 태클을 동반한 수비적 능력으로 상대의 움직임을 효율적으로 차단한다. 그는 강인하고, 꾸준하며, 단호한 임전 태도로 장벽 (Il Muro)이라는 별칭을 얻었다. 수비수로 두각을 나타낸 선수인 그는 현역 시절에 수 차례 당한 중상으로 말년에 몸상태를 예전만큼 끌어올리지 못했다.

## 경력 통계

### 클럽
2016년 5월 25일 기준
| 구단               | 시즌      | 리그 | 리그 | 컵   | 컵 | 대륙 | 대륙 | 기타 | 기타 | 합계 | 합계 |
| 구단               | 시즌      | 출장 | 골   | 출장 | 골 | 출장 | 골   | 출장 | 골   | 출장 | 골   |
| ------------------ | --------- | ---- | ---- | ---- | -- | ---- | ---- | ---- | ---- | ---- | ---- |
| 뉴얼스 올드 보이스 |           |      |      |      |    |      |      |      |      |      |      |
| 1995–96            | 5         | 0    | —    | —    | —  | —    | —    | —    | 5    | 0    |      |
| 1996–97            | 35        | 0    | —    | —    | —  | —    | —    | —    | 35   | 0    |      |
| 1997–98            | 2         | 0    | —    | —    | —  | —    | —    | —    | 2    | 0    |      |
| 합계               | 42        | 0    | —    | —    | —  | —    | —    | —    | 42   | 0    |      |
| 보카 주니어스      |           |      |      |      |    |      |      |      |      |      |      |
| 1997–98            | 12        | 0    | —    | —    | —  | —    | —    | —    | 12   | 0    |      |
| 1998–99            | 34        | 2    | —    | —    | 7  | 0    | —    | —    | 41   | 2    |      |
| 1999–00            | 31        | 2    | —    | —    | 19 | 1    | —    | —    | 50   | 3    |      |
| 합계               | 77        | 4    | —    | —    | 26 | 1    | —    | —    | 103  | 5    |      |
| 로마               |           |      |      |      |    |      |      |      |      |      |      |
| 2000–01            | 31        | 1    | 2    | 0    | 8  | 3    | —    | —    | 41   | 4    |      |
| 2001–02            | 30        | 5    | 2    | 0    | 12 | 0    | 1    | 0    | 45   | 5    |      |
| 2002–03            | 31        | 2    | 6    | 0    | 10 | 0    | —    | —    | 47   | 2    |      |
| 2003–04            | 30        | 1    | 2    | 0    | 8  | 0    | —    | —    | 40   | 1    |      |
| 합계               | 122       | 9    | 12   | 0    | 38 | 3    | 1    | 0    | 173  | 12   |      |
| 레알 마드리드      |           |      |      |      |    |      |      |      |      |      |      |
| 2004–05            | 30        | 2    | 2    | 0    | 8  | 0    | —    | —    | 40   | 2    |      |
| 합계               | 30        | 2    | 2    | 0    | 8  | 0    | —    | —    | 40   | 2    |      |
| 인테르나치오날레   |           |      |      |      |    |      |      |      |      |      |      |
| 2005–06            | 27        | 2    | 5    | 0    | 9  | 0    | 1    | 0    | 42   | 2    |      |
| 2006–07            | 18        | 3    | 5    | 0    | 3  | 0    | 1    | 0    | 27   | 3    |      |
| 2007–08            | 12        | 0    | 1    | 0    | 5  | 1    | 0    | 0    | 18   | 1    |      |
| 2008–09            | 17        | 1    | 2    | 0    | 1  | 0    | 0    | 0    | 20   | 1    |      |
| 2009–10            | 28        | 3    | 1    | 0    | 13 | 1    | 0    | 0    | 42   | 4    |      |
| 2010–11            | 10        | 0    | 0    | 0    | 3  | 0    | 2    | 0    | 13   | 0    |      |
| 2011–12            | 27        | 2    | 1    | 0    | 6  | 1    | 1    | 0    | 35   | 3    |      |
| 2012–13            | 16        | 1    | 1    | 0    | 5  | 0    | —    | —    | 22   | 1    |      |
| 2013–14            | 14        | 2    | 1    | 0    | —  | —    | —    | —    | 15   | 2    |      |
| 합계               | 169       | 14   | 17   | 0    | 45 | 3    | 5    | 0    | 236  | 17   |      |
| 바젤               |           |      |      |      |    |      |      |      |      |      |      |
| 2014–15            | 12        | 1    | 2    | 0    | 4  | 0    | —    | —    | 18   | 1    |      |
| 2015–16            | 17        | 1    | 3    | 0    | 7  | 1    | —    | —    | 27   | 2    |      |
| 합계               | 29        | 2    | 5    | 0    | 11 | 1    | —    | —    | 47   | 3    |      |
| 경력 합계          | 경력 합계 | 469  | 31   | 36   | 0  | 128  | 8    | —    | —    | 641  | 39   |

1. 1 2 3 4  수페르코파 이탈리아나 출전 경기 포함
2. ↑  UEFA 슈퍼컵 1회, 수페르코파 이탈리아나 1회 출전 기록 포함

### 국가대표팀
| 아르헨티나 국가대표팀 | 아르헨티나 국가대표팀 | 아르헨티나 국가대표팀 |
| 연도                  | 출장                  | 골                    |
| --------------------- | --------------------- | --------------------- |
| 1999                  | 10                    | 1                     |
| 2000                  | 10                    | 0                     |
| 2001                  | 8                     | 2                     |
| 2002                  | 6                     | 0                     |
| 2003                  | 5                     | 1                     |
| 2004                  | 6                     | 0                     |
| 2005                  | 5                     | 1                     |
| 2006                  | 2                     | 0                     |
| 2010                  | 4                     | 0                     |
| 합계                  | 56                    | 5                     |

## 수상

### 클럽
보카 주니어스
- 프리메라 디비시온: 1998 아페르투라, 1999 클라우수라
- 코파 리베르타도레스: 2000

로마
- 세리에 A: 2000–01
- 수페르코파 이탈리아나: 2001

인테르나치오날레
- 세리에 A: 2005–06, 2006–07, 2007–08, 2008–09, 2009–10
- 코파 이탈리아: 2005–06, 2009–10, 2010–11
- 수페르코파 이탈리아나: 2005, 2006, 2010
- UEFA 챔피언스리그: 2009–10
- FIFA 클럽 월드컵 : 2010[38]

바젤
- 스위스 슈퍼리그: 2014–15, 2015–16

### 국가대표팀
아르헨티나 U-20
- FIFA U-20 월드컵: 1997

아르헨티나
- FIFA 컨페더레이션스컵 준우승: 2005

### 개인
- 남아메리카 올해의 팀: 1999[39]
- ESM 올해의 팀: 2001–02, 2003–04[40]
- 세리에 A 올해의 수비수: 2010[41]
- FIFA FIFPro 세계 XI 후보: 2005, 2009, 2010[42]

## 참고
1. ↑  출생명은 왈테르 아드리안 루한 (Walter Adrián Luján)이다.[1]